# Umatilla (Florida)
Umatilla è una città degli Stati Uniti d'America situata in Florida, nella Contea di Lake.